# Svartgul stenknäck
Svartgul stenknäck (Mycerobas icterioides) är en bergslevande asiatisk fågel i familjen finkar inom ordningen tättingar.

## Utseende och läte
Svartgul stenknäck är en stor (22 cm) stenknäck, med stort huvud, massiv näbb och medellång, kluven stjärt. Hanen har helsvart huvud, svarta vingar och svart stjärt, medan den är gul på rygg och undersida. Jämfört med liknande halsbandsstenknäcken (Mycerobas affinis) saknar svartgul stenknäck orange anstrykning, det svarta är mattare och den har även unikt svarta "byxor". Honan är blekgrå på huvud, mantel och bröst och persikofärgad på övergump och undersida. Sången är en klar och fyllig serie som i engelsk litteratur beskrivs som "prr-trweeet-a-troweeet" eller "tri-a-tr-a i-i-t tra-tr-u-wa-ey".

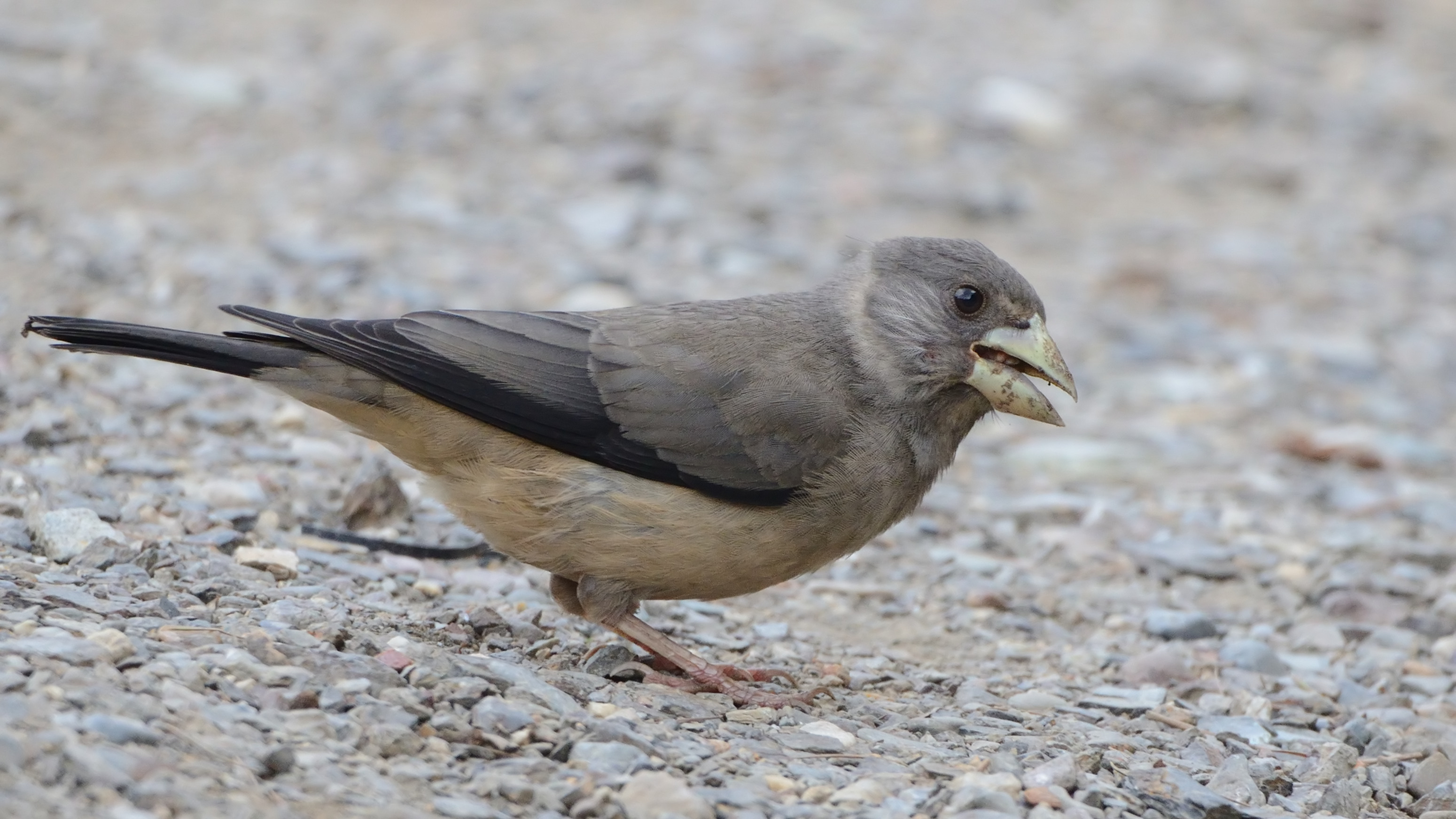
Hona.

## Utbredning och systematik
Svartgul stenknäck förekommer i bergsskogar från nordöstra Afghanistan till centrala Nepal. Den behandlas som monotypisk, det vill säga att den inte delas in i några underarter.

## Levnadssätt
Svartgul stenknäck återfinns i begsbelägna skogar med bland annat Cedrus deodar, från 1800 till 3500 meters höjd. Födan består av frön, knoppar, skott och bär från tall, gran, idegran, paradisäpple och nyponros. Fågeln häckar från maj till början av september och lägger två kullar. Arten är stannfågel i norra Pakistan och höjdledsflyttare i övriga områden.

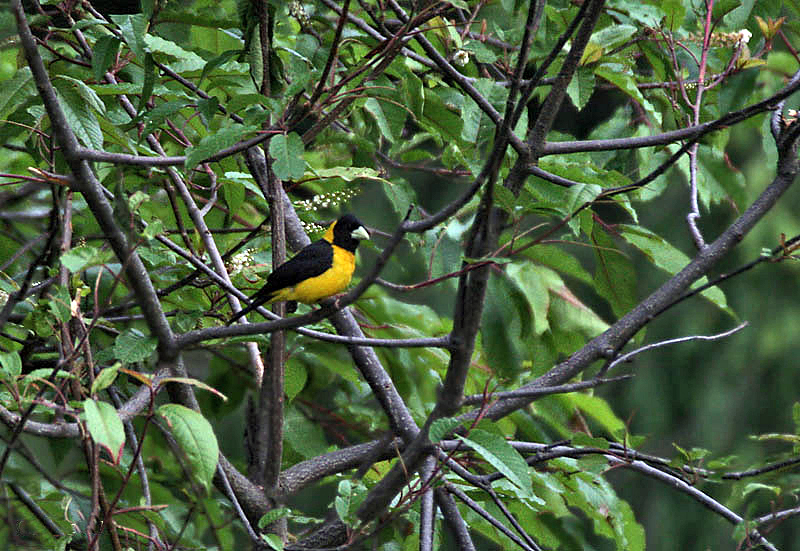
Hane gulsvart stenknäck i den indiska delstaten Himachal Pradesh.

## Status och hot
Arten har ett stort utbredningsområde, men tros minska i antal, dock inte tillräckligt kraftigt för att den ska betraktas som hotad. Internationella naturvårdsunionen IUCN listar arten som livskraftig (LC). Världspopulationen har inte uppskattats men den beskrivs som vanlig eller ganska vanlig.